# Mauro Zanetti
Mauro Zanetti (Iseo, 5 april 1973) is een Italiaans voormalig wielrenner, beroeps van 1997 t/m 2003. 

## Overwinningen
1998
- Coppa Placci

2000
- Giro dell'Appennino

## Resultaten in voornaamste wedstrijden
| Jaar | Ronde van Italië | Ronde van Frankrijk | Ronde van Spanje |
| ---- | ---------------- | ------------------- | ---------------- |
| 1997 |                  |                     | 104e             |
| 1998 | 56e              |                     |                  |
| 1999 | 31e              |                     |                  |
| 2000 | 62e              |                     |                  |
| 2001 | 17e              |                     |                  |
| 2002 | opgave           |                     | opgave           |
| 2003 | opgave           |                     |                  |

| Jaar |  | WK op de weg |
| ---- |  | ------------ |
| 1997 |  |              |
| 1998 |  |              |
| 1999 |  | 39e          |
| 2000 |  |              |
| 2001 |  |              |
| 2002 |  |              |
| 2003 |  |              |